# ルイス・クラレ
- ルイス・クラレット

ルイス・クラレ（Lluís Claret, 1951年3月10日 - ）は、アンドラ出身のチェロ奏者。
アンドラ・ラ・ベリャの生まれ。9歳の頃からイシドレ・マルバに音楽の手解きを受けた。13歳の時にバルセロナに移り、リセウ高等音楽院に入学してチェロを専攻した。またモーリス・ジャンドロンやラドゥ・アルドゥレスク等のマスター・クラスも受講して腕を磨いた。1976年にバルセロナで開かれたカザルス国際チェロ・コンクールで優勝し、その翌年にパリで開かれたムスティスラフ・ロストロポーヴィチ国際チェロ・コンクールでもフレデリック・ロデオンと一位を分け合った。1981年にバルセロナ三重奏団の設立に関わり、1993年まで同団のチェロ奏者を務めた。